# Coffee Like
Coffee Like — франчайзинговая сеть формата «кофе с собой» в России и странах СНГ, основанная в 2013 году. Торговые точки представлены в 136 городах.

## История
Компания была основана 13 ноября 2013 года Аязом Шабутдиновым и Зуфаром Гариповым в Ижевске. Первый кофе-бар был открыт рядом с Удмуртским Государственным университетом 13 ноября 2013 года. Управляющая компания Coffee Like находится в Ижевске.
В 2014 году число торговых точек достигло 100. В 2016 году количество торговых точек составило 238.
В июле 2017 года Зуфар Гарипов вышел из состава учредителей Coffee Like.
В 2018 году основатель сети Аяз Шабутдинов покинул компанию, продав ее совладельцам и топ-менеджерам книжного издательства АСТ. Оценочная стоимость компании составила 200 млн рублей. Управляющим партнером компании стал Антон Макаров.
По состоянию на первый квартал 2023 года сеть насчитывала 928 торговых точек и 211 партнеров.
Была запущена собственная обжарка кофейного зерна совместно с Tasty Coffee.
В 2023 году компания заявила о планах поглощения региональных кофейных сетей.  В 2024 году COFFEE LIKE купила сети COFFEE MOOSE, Gudmen,  Coffeers и Mouse Tail. Сеть насчитывает более 1,1 тыс. торговых точек.

## Финансовые показатели
Выручка управляющей компании делится на три части: от работы собственной сети кофеен (семь точек в Ижевске), от продажи франшиз и роялти, от поставок кофейных зерен и расходных материалов в точки партнеров.
По данным «СПАРК-Интерфакс», в 2015 году выручка ООО «Кофе Лайк» составила 11,2 млн руб., чистая прибыль — 5,4 млн руб., выручка ООО «Логистика Кофе» — 34,6 млн руб., чистый убыток — 678 тыс. руб. При этом совокупная выручка группы компаний составила 346 млн руб. В 2016 году средняя выручка одного кофе-бара Coffee Like, по данным РБК, составляет 250 тыс. руб. в месяц, а выручка всей сети перевалила за 50 млн руб. в месяц.
В 2022 году выручка Coffee Like составила 5,6 млрд. рублей. Количество действующих кофе-баров – 920. Средняя выручка на 1 кофе-бар выросла на 20% до 450-500 тыс. руб. в месяц.
В 2023 году выручка группы компаний Coffee Like составила 7 млрд рублей.

## Конкуренты на рынке
По данным рейтинга BuyBrand и Коммерсантъ в 2023 году, франчайзинговая сеть Coffee Like стала первой кофейной франшизой (One Price Coffee (2 место), Cofix (3 место)), второй франшизой в отрасли HoReCa (ДодоПицца (1 место), One Price Coffee (3 место)), восьмой – среди всех российских франшиз.
По данным рейтинга BuyBrand и Коммерсантъ в 2024 году, Coffee Like стала первой франшизой в отрасли HoReCa (Суши-Маркет (2 место), Настоящая пекарня (3 место)), 5 франшизой среди всех российских франшиз. По данным рейтинга INFOLine, Coffee Like является лидером российского рынка Grab&Go, а также входит в топ-10 сетей общественного питания в России. Также компания заняла третье место в рейтинге Romir, учитывающем заметность сетей и доверие к ним потребителям.